# Mockning

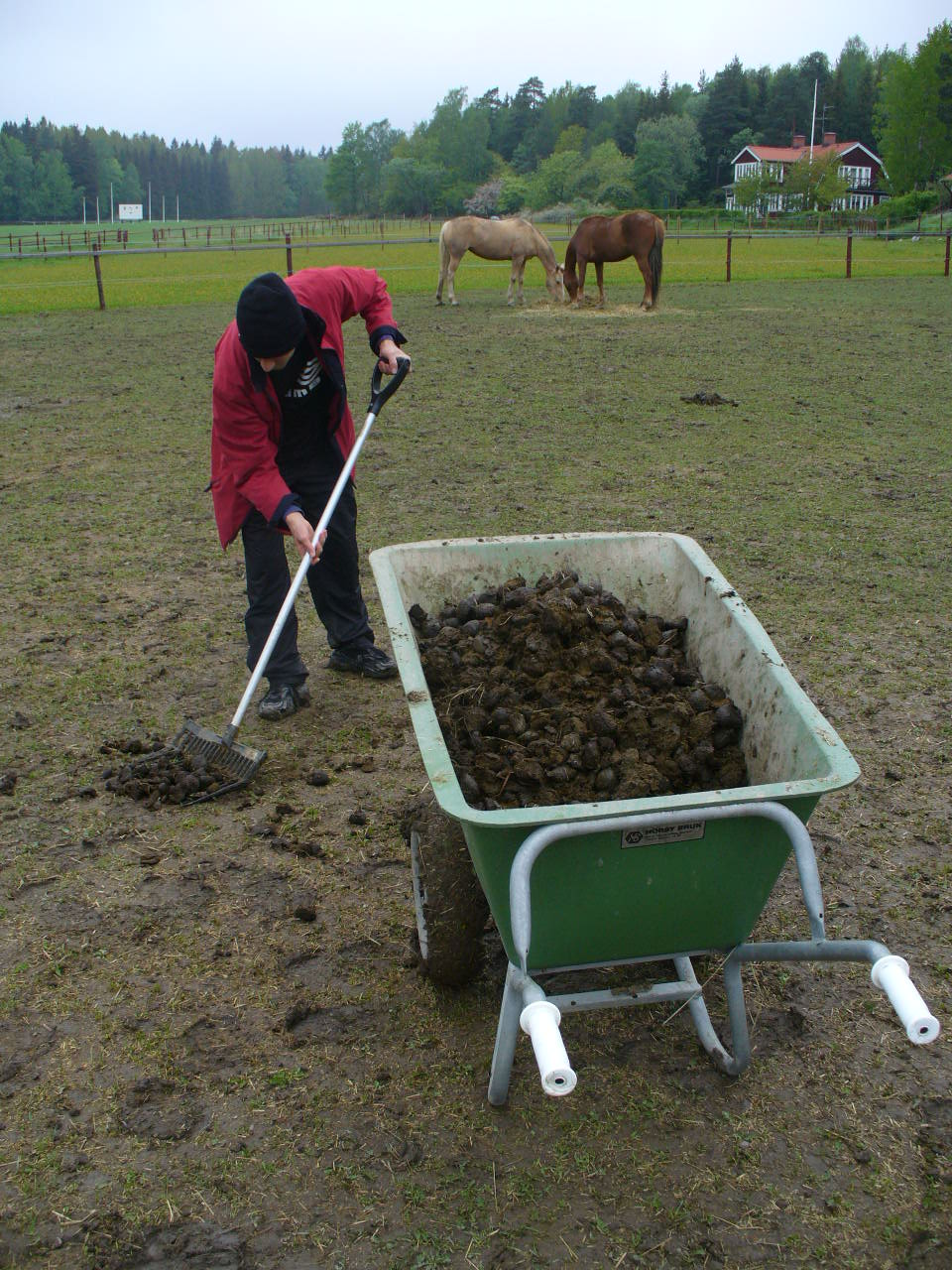
Mockning av hästhage.

Mockning är rensning av urin och spillning från husdjurs utrymmen, särskilt för nötkreatur, hästar och andra hovdjur.
Spillningen kan samlas till en gödselstack. 